# Mitrofan Sergejewitsch Rukawischnikow

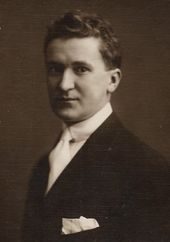
Mitrofan Sergejewitsch Rukawischnikow 1911 in Rom

Mitrofan Sergejewitsch Rukawischnikow (russisch Митрофан Сергеевич Рукавишников; * 12. Maijul. / 24. Mai 1887greg. in Nischni Nowgorod; † 1946 in Moskau) war ein russisch-sowjetischer Bildhauer und Grafiker.

## Leben
Rukawischnikow stammte aus einer alten Nischni Nowgoroder Kaufmannsfamilie. Sein Vater Sergei Rukawischnikow war Unternehmer und baute Geschäftskomplexe in Nischni Nowgorod. Der Großvater Michail Rukawischnikow war als Eisen-Monopollieferant im Gouvernement Nischni Nowgorod reich geworden. Rukawischnikow besuchte 1901–1907 das Nischni Nowgoroder Adelsinstitut. Darauf ging er nach Moskau und begann ein Jura-Studium an der Universität Moskau. Im Dezember 1908 lernte er den Theaterreformer Edward Gordon Craig kennen.
Im Herbst 1909 verließ Rukawischnikow die Universität und wurde Schüler des Bildhauers Sergei Konjonkow. Rukawischnikow beschäftigte sich hauptsächlich mit Themen der altslawischen Mythologie und studierte Kunstgeschichte bei Iwan Zwetajew. 1911 reiste Rukawischnikow ins Ausland und studierte in Rom die Werke der klassischen Kunst.
Im Frühjahr 1912 kehrte Rukawischnikow nach Nischni Nowgorod zurück. Er studierte das Leben der Hafenarbeiter an der Wolga, skizzierte viel und fertigte von Arbeitern zwei Gips-Statuen und einen Bronze-Kopf an. 1913 ging er wieder nach Italien und war Gasthörer an der Universität Rom. Im Ersten Weltkrieg kehrte er im Frühjahr 1916 nach Russland zurück, wurde zur Kaiserlich Russischen Armee eingezogen und kämpfte an der Südwestfront. Nach der Februarrevolution 1917 kehrte er nach Nischni Nowgorod zurück.
Nach der Oktoberrevolution wurde der gesamte Besitz der Rukawischnikows verstaatlicht. Das Rukawischnikow-Haus in Nischni Nowgorod wurde im Frühjahr 1918 ein Museum. Für Rukawischnikows Atelier, die Gemälde, die Skulpturen, die Bibliothek und auch die Bibliothek seines Bruders Iwan stellte der Volkskommissariat für Bildung der RSFSR Anatoli Lunatscharski Schutzbriefe aus. 1919 nahm Rukawischnikow erstmals an einer Kunstausstellung in Nischni Nowgorod teil, und seine Werke wurden positiv aufgenommen. Die Brüder fühlten sich jedoch nicht sicher und gingen am Ende des Jahres nach Moskau. Rukawischnikow beteiligte sich an der Agitprop-Arbeit, während sein Bruder Iwan Organisationsleiter des Kunsthofes an der Powarskaja Uliza wurde.
In den 1920er Jahren arbeitete Rukawischnikow als Bühnen- und Kostümbildner. 1923 schloss er eine erste Choreografie ab, die sogleich von Petrograder Theatern angenommen wurde. 1924 schuf er das Ballett auf dem Eis. 1924–1925 arbeitete er an der Inszenierung des Zar Maximilian nach dem Stück von Alexei Remisow. 1926 schloss er die zweite Monumental-Inszenierung des Maximilian ab. Bald wurde er ins Institut für Marxismus-Leninismus beim ZK der KPdSU eingeladen, um beim Bau und der Innenausstattung des neuen Institutsgebäudes zu helfen und die Ausstellungen des Institutsmuseums zu organisieren und künstlerisch zu leiten.
In der Mitte der 1920er Jahre wandte sich Rukawischnikow wieder der bildhauerischen Arbeit zu. 1926 entstand eine Karl-Marx-Marmorskulptur. 1930 schuf er für einen Wettbewerb des Allrussischen Genossenschaftsverbands der Arbeiter der Bildenden Künste Wsekochudoschnik zugunsten der Rotbanner-Sonderfernostarmee (OKDWA) der Roten Armee den Bronze-OKDWA-Wanderpreis. Er war regelmäßig auf den verschiedenen Kunstausstellungen vertreten.

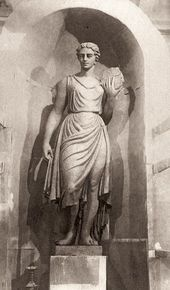
Muse mit dem Tamburin

1937 erhielt Rukawischnikow von der Union der Künstler ein 80-m-langes Atelier in einem Wohnhaus, das Michail Bulgakow in seinem Roman Der Meister und Margarita beschrieb und das jetzt das Bulgakow-Museum ist. Am Ende der 1930er Jahre arbeitete Rukawischnikow an einer Skulpturengruppe zur Ehrung der russischen Piloten. Zur Gruppe gehörten ein Flugzeug und Statuen von Piloten. Aufgestellt wurde die Gruppe auf dem Dach des Moskauer Zentralen Hauses der Zivilluftfahrt, das ursprünglich das Hotel Jar war. Während des Deutsch-Sowjetischen Kriegs wurde die Gruppe bei einem der Bombenangriffe zerstört. Nach dem Krieg wurden die verbliebenen Medaillons entfernt und durch Tänzerinnen von Matwei Maniser ersetzt.
Eines der letzten Werke Rukawischnikows war 1945 die 3,5-m-hohe Kalkstein-Muse mit dem Tamburin, die an der Fassade des Bolschoi-Theaters aufgestellt wurde und die ursprüngliche durch einen Bombentreffer 1941 zerstörte 65 Jahre alte Figur ersetzte. Eine zweite Muse schuf er mit Sergei Kolzow. Bei der Restaurierung des Bolschoi-Theaters wurden diese Musen entfernt und durch Rekonstruktionen der Originalfiguren ersetzt.
Rukawischnikow starb 1946 in Moskau und wurde auf dem Wagankowoer Friedhof neben seinem Bruder Iwan begraben. Sein Sohn Iulian, Enkel Alexander und Urenkel Filipp wurden ebenfalls Bildhauer.